# Testimoni protegit
Testimo protegit (Trauma Center en anglès) és una pel·lícula de thriller d'acció nord-americana del 2019 dirigida per Matt Eskandari. És protagonitzada per Bruce Willis i Nicky Whelan. Ha estat doblada al català.

## Repartiment
- Bruce Willis com a Lt. Steve Wakes
- Nicky Whelan com a Madison Taylor
- Tito Ortiz com a Det. Pierce
- Texas Battle com el sergent Tull
- Lynn Gilmartin com l'infermera Crystal
- Catherine Davis com a Emily Taylor
- Lala Kent com a Renee
- Sergio Rizzuto com a Marcos
- Tyler Jon Olson com a Det. Tony Martin
- Jesse Pruett com a Customer Phil
- Steve Guttenberg com a Dr. Jones
- Heather Johansen com l'infermera Rachel

## Crítica
A Rotten Tomatoes, la pel·lícula té una puntuació d'aprovació del 20% basada en 5 ressenyes i una puntuació mitjana de 3,6/10.